# Елисеева, Александра Алексеевна
Александра Алексеевна Елисеева (23 мая 2005, Москва) — российская профессиональная баскетболистка.

## Биография
Воспитанница УОР № 4 им. А. Я. Гомельского. В 16 лет начала свою взрослую карьеру в Суперлиге в составе второй команды МБА. В сезоне 2022/23 вместе с молодыми москвичками стала победительницей подэлитного чемпионата и в неполные 18 лет была признана его MVP. В сезоне 2023/24 дебютировала в Премьер-Лиге. Его Елисеев на правах аренды провела в новосибирском «Динамо». После окончания чемпионата вернулась в расположение столичного коллектива.
Входит в состав молодежной сборной России. В августе 2025 года стало известно, что разыгрывающая на правах аренды проведет сезон 2025/26 в составе новичка Премьер-Лиги ивановской «Энергии».

## Достижения
- Бронзовый призер Премьер-Лиги (1): 2024/25.
- Бронзовый призер Кубка России (1): 2024/25.
- Чемпионка Суперлиги (1): 2022/23.
- MVP Суперлиги (1): 2022/23.